# عبدالعزیز براده
عبدالعزیز براده (انگلیسی: Abdelaziz Barrada; ۱۹ ژوئن ۱۹۸۹ – ۲۴ اکتبر ۲۰۲۴) بازیکن فوتبال اهل مراکش بود.
او در لالیگا اسپانیا برای ختافه و لیگ یک فرانسه برای مارسی بازی کرد، علاوه بر این در لیگ دسته‌اول امارات متحده عربی، ترکیه و قطر حضور داشت. او ۲۶ بازی ملی برای مراکش انجام داد و برای مسابقات فوتبال المپیک ۲۰۱۲ و جام ملت‌های آفریقا ۲۰۱۳ انتخاب شد.

## سوابق باشگاهی
از باشگاه‌هایی که وی در آنها بازی کرده است، می‌توان به باشگاه فوتبال ختافه، باشگاه فوتبال الجزیره امارات، باشگاه فوتبال المپیک مارسی، و باشگاه فوتبال پاری سن ژرمن اشاره کرد.
وی همچنین در تیم‌های ملی فوتبال زیر ۲۳ سال مراکش و مراکش بازی کرده است.

## مرگ
عبدالعزیز براده در ۲۴ اکتبر ۲۰۲۴، در سن ۳۵ سالگی، بر اثر حمله قلبی درگذشت.